# Покани ме да вляза
„Покани ме да вляза“ (на шведски: Låt den rätte komma in) е шведски романтичен филм на ужасите на режисьора Томас Алфредсон от 2008 година.
Сюжетът се основава на едноименния роман на Йон Айвиде Линквист, който е и автор на сценария. Той разказва за отношенията между 12-годишно момче и дете вампир, като действието се развива в зимния Стокхолм от началото на 80-те години на 20 век.
През 2009 година филмът получава наградата Сатурн за най-добър международен филм.